# 우간다 철도 공사
우간다 철도 공사(Uganda Railways Corporation, URC)는 우간다의 국영 철도이다. 1977년 동아프리카 철도 공사(EARC)가 해체된 후 동아프리카 철도의 우간다 부분을 인수하면서 설립되었다.
URC의 시스템은 제1차 세계 대전 이후 EARC로 전환된 영국 식민지 시대의 1,000mm(3피트 33⁄8인치) 협궤 우간다 철도에 뿌리를 두고 있다. EARC 해체 이후 운영은 우간다의 내전과 비효율적인 관리로 인해 방해를 받았다. 1989년, 정부군은 무쿠라 철도역에서 60명의 민간인을 학살하였다.

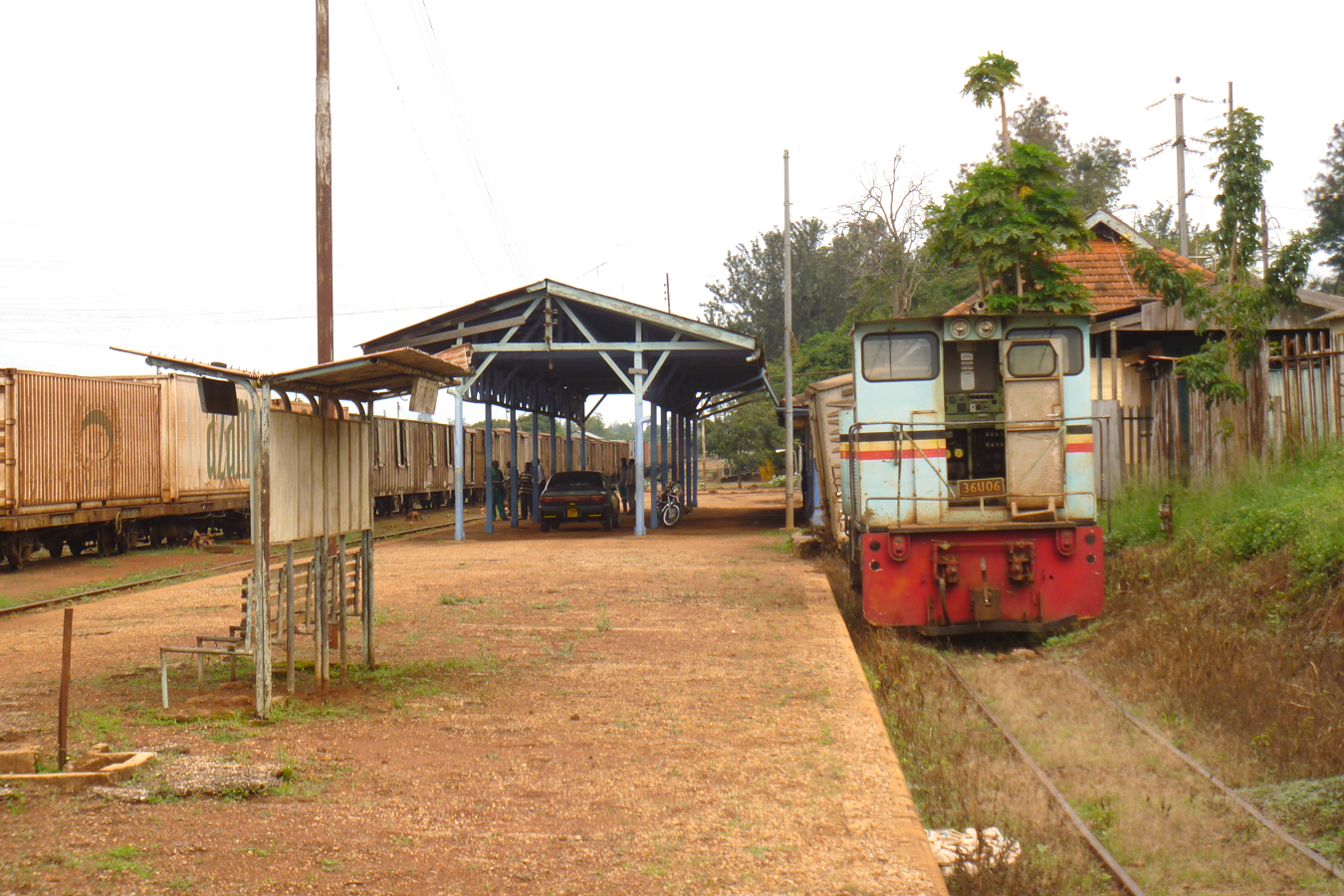
토로로 철도역

2023년, 우간다 철도는 새로운 표준궤 철도 건설 대신 기존 철도 복원을 선택하며 굴루까지 북부 노선 복원 작업을 시작하였다.

## 남아프리카의 참여
2005년, 남아프리카의 리프트 밸리 철도 컨소시엄(RVRC)은 URC와 케냐 철도를 관리하는 양허권을 부여받았다. RVRC는 2006년 8월 1일에 운영을 인수할 예정이었다. 그러나 2006년 7월 28일 《이스트 아프리칸 스탠다드》 보도에 따르면, 인수는 2006년 11월 1일로 연기되었다. 실제로 인수는 2006년 11월에 이루어졌으며 25년간 지속될 예정이었다.

## 2008년 케냐 위기
2007-2008년 케냐 위기에는 케냐와 우간다를 연결하는 철도 시스템을 봉쇄하고 부분적으로 파괴한 폭동이 있었으며, 이로 인해 우간다에 경제적 공급 어려움이 발생하였다. 또한, 파괴와 수입 손실로 인해 상당한 재정적 손실이 발생하였다.
2008년 10월 9일, 호주의 톨 홀딩스가 RVRC의 관리를 대체하여 케냐-우간다 철도를 관리하는 계약을 체결하였다. 톨의 자회사인 패트릭 방위 물류의 임원들이 전환 후 철도를 관리하게 되었다.

## RVRC의 양허권 상실
2017년 8월, 케냐는 RVRC가 양허 계약에 명시된 대로 이행하지 못했다는 이유로 RVRC의 양허권을 종료시켰다. 2017년 10월, 우간다도 이를 따랐으나, RVRC는 종료를 막기 위해 법원에 제소하였다. 2018년 2월 말, URC는 마침내 양허 자산을 인수하고 우간다의 협궤 철도 시스템 운영을 재개하였다.

## 철도연락선

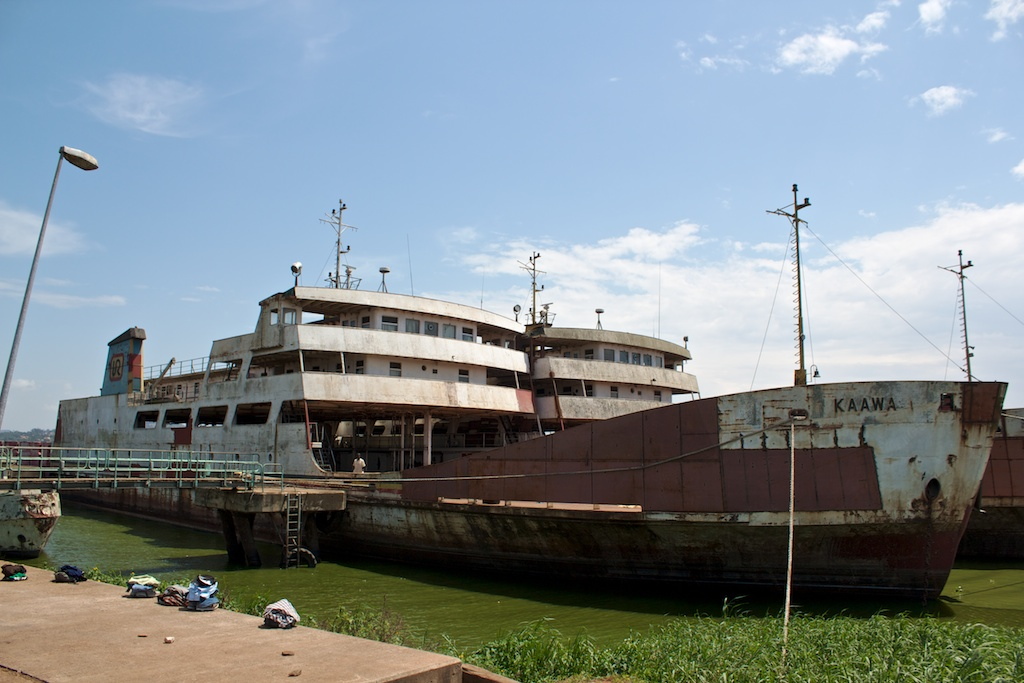
MV 카아와

URC는 빅토리아호에서 세 척의 국제 철도연락선 MV 카발레가, MV 카아와, MV 펨바를 운영했다. 2005년 5월 8일, 카발레가와 카아와가 거의 정면으로 충돌하였다. 카아와는 선수가 손상되었고 카발레가는 선수 손상과 두 부력 탱크에 침수가 발생하였다. 카아와는 항구로 돌아왔으나, 충돌 후 몇 시간 뒤 카발레가는 세세 섬에서 남동쪽으로 약 8해리(15km) 지점에서 침몰하였다.
2008년 5월, 《데일리 모니터》는 우간다 정부가 그해 예산 연설에서 카발레가를 대체할 새로운 철도연락선 구매를 위해 140억 우간다 실링을 배정할 것으로 예상한다고 밝혔다. 그러나 2009년 9월, 우간다 라디오 네트워크는 우간다 정부가 곧 카발레가를 대체할 가능성이 낮다고 전했다. 대신, 공공사업부 장관은 진자와 포트 벨의 항만 시설을 개선하고 민간 운영업체가 페리보다 더 큰 용량의 철도 차량 부선을 운영하도록 제안하였다. 장관은 카아와와 펨바를 정비하여 서비스에 복귀시키고, 민간 기업들이 카발레가를 인양하여 민간 양허로 사용하는 데 관심을 표명했다고 밝혔다. 2009년 10월, 우간다 정부는 팜바와 카아와를 정비하여 각각 2010년과 2011년에 서비스에 복귀시킬 것이라고 재차 밝혔다.
2018년 6월, 《이스트아프리칸》은 탄자니아에 등록된 900톤급 MV 우모자가 므완자와 포트 벨 사이에 정기 서비스를 시작하여 매월 26회 이 노선을 운항한다고 보도하였다. 또한 우간다에 등록된 MV 카아와가 이 노선에서 MV 우모자와 합류할 것으로 예상된다. 2018년 6월 기준, 다르에스살람에서 캄팔라 노선은 톤당 65달러가 소요되는 반면, 몸바사에서 캄팔라 노선은 톤당 90달러가 소요된다. 《시티즌》(탄자니아)도 유사한 정보를 보도하였다.
2022년 2월, 새롭게 정비된 MV 팜바가 대중에게 소개되고 17년간의 부재 후 상업 서비스를 위해 취역하였다.

## 티센크루프의 수단-우간다 제안
최근까지는 캄팔라와 포트 벨 사이의 8킬로미터(5.0마일) 노선과 캄팔라에서 토로로의 케냐 국경까지 190킬로미터(120마일)의 주 노선만 사용되고 있었다. 2010년 10월, 티센크루프의 자회사인 글라이스테크닉이 남수단의 수도 주바와 우간다 북부 도시 굴루를 연결하는 프로젝트를 주도하고 있다고 보도되었다. 손상된 인프라로 인해 수년간 폐쇄된 후, 굴루까지의 북부 노선(주 캄팔라-몸바사 노선의 토로로 정션에서)은 2013년 9월에 RVRC를 운영자로 하여 재개통되었다.

## 인접 국가와의 철도 연결
- 케냐 - 있음 - 동일 궤간 1,000mm(3ft 3+3⁄8in)

- 탄자니아 - 철도연락선을 통한 직접 연결 외에는 없음 - 동일 궤간 1,000mm(3ft 3+3⁄8in)

- 남수단 - 제안됨 - 궤간 변경 1,000mm(3ft 3+3⁄8in)/1,067mm(3ft 6in)

- 르완다 - 없음

- 콩고 - 없음 - 궤간 변경

## 캄팔라 주변 여객 서비스
2015년 2월, 리프트 밸리 철도는 KCCA와 협력하여 2015년 3월부터 정기 예정 서비스를 설립하기 위해 캄팔라와 교외에서 통근 여객 철도 서비스를 테스트하기 시작하였다. 이 서비스는 2017년 10월 RVR이 우간다에서 양허권을 상실한 후 일시적으로 중단되었다. 그러나 2018년 우간다 철도 공사가 우간다의 협궤 철도 시스템 운영을 인수했을 때, 그해 2월에 서비스가 복원되었다. 이 서비스의 통근자들은 교통 체증을 동반한 통근 택시에 비해 철도 교통의 편리함과 합리적인 요금을 높이 평가하였다. 2018/2019 회계연도에 추가될 캄팔라-포트 벨 신규 노선이 계획 중이다.

## 같이 보기
- 우간다 철도
- 케냐 철도 공사